# La femme n'est pas inférieure à l'homme
Woman Not Inferior to Man
La femme n'est pas inférieure à l'homme (Woman Not Inferior to Man: or, a short and modest Vindication of the natural Right of the Fair-Sex to a perfect Equality of Power, Dignity, and Esteem, with the Men), publié anonymement en 1739 à Londres, peut-être par l'écrivaine britannique Mary Wortley Montagu, est un essai préféministe. 
Toutefois certains chercheurs, dont Guyonne Leduc, proposent que l'on voie dans ce texte la réécriture d'un ouvrage de François Poullain de La Barre publié anonymement en 1673, De l'égalité des deux sexes, et posant des questions similaires à celles que pose Christine de Pisan en 1405, dans La Cité des dames.
Quelques années après sa parution à Londres, ce texte connaît en français trois versions plus ou moins fidèles  : une première en 1749 parue sous le titre de Dissertation dans laquelle on prouve que la femme n'est pas inférieure à l'homme, une deuxième en 1750, La femme n'est pas inférieure à l'homme, puis une troisième, titrée Le triomphe des dames parue en 1751, peut-être par Madeleine de Puisieux, ou par son mari, Philippe-Florent de Puisieux.
Ce traité est considéré comme un prélude à l'ouvrage de Mary Wollstonecraft, A Vindication of the Rights of Woman publié en 1792.

## Premières éditions disponibles
En anglais :
- Sophia, a person of quality, Woman not inferior to Man: or, a short and modest Vindication of the natural Right of the Fair-Sex to a perfect Equality of Power, Dignity, and Esteem, with the Men, Londres, printed for John Hawkins, 1739 (OCLC 503865626) (en ligne).

En français :
- Miledi P***, La femme n'est pas inférieure à l'homme, Londres, 1750 [1re éd. 1749 ?] (OCLC 263174764) (en ligne).